# Kościół Przemienienia Pańskiego w Wierzbicy

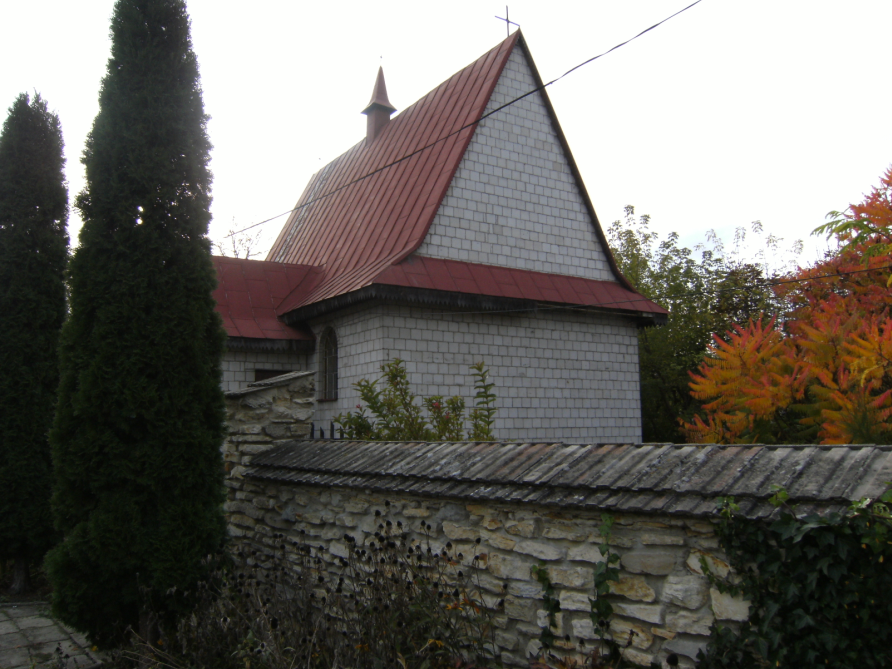
Tylna ściana kościoła

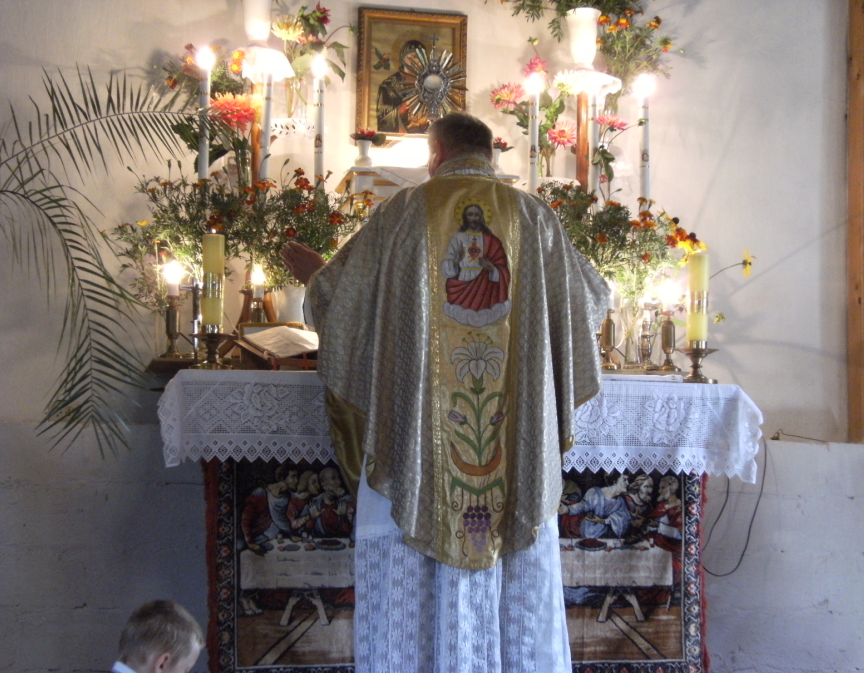
Msza Święta w kościele parafialnym w Wierzbicy

Kościół Przemienienia Pańskiego w Wierzbicy – świątynia mariawicka w Wierzbicy, siedziba parafii Przemienienia Pańskiego, położonej w diecezji warszawsko-płockiej Kościoła Starokatolickiego Mariawitów w RP.
Kościół ulokowany jest przy ulicy Stanisława Staszica 17 w Wierzbicy, w gminie Wierzbica, w powiecie radomskim, w województwie mazowieckim. 

## Historia
Początkowo nabożeństwa mariawickie w Wierzbicy odbywały się w domach prywatnych. W latach 70. XX wieku kapłanowi Zdzisławowi Marii Włodzimierzowi Jaworskiemu udało się nabyć działkę gruntu z drewnianym budynkiem, który miał być zaadaptowany na kościół. Ten projekt razem ze staraniami o prawne zatwierdzenie parafii mariawickiej w Wierzbicy władze kościelne powierzyły młodemu kapłanowi Tadeuszowi Marii Fidelisowi Kaczmarskiemu, który był wówczas proboszczem w Pepłowie i stamtąd, od października 1972 doglądał postępu prac w Wierzbicy.
Kościół Starokatolicki Mariawitów pod wezwaniem Przemienienia Pańskiego został uroczyście konsekrowany przez biskupa naczelnego Stanisława Marię Tymoteusza Kowalskiego 10 lipca 1977 w obecności licznego grona mariawickiego duchowieństwa i wiernych.
Stan techniczny budynku kościelnego był słaby i konieczne było zastąpienie go inną, nową świątynią, tym bardziej że dochodziło tam do licznych aktów wandalizmu. W przeciągu kilku lat w tym samym miejscu udało się wznieść nowy, murowany kościół, którego sylwetka utrzymana jest w stylu zakopiańskim. Nowy kościół został poświęcony 16 września 1984.
4 sierpnia 2012 roku Biskup Naczelny Maria Ludwik Jabłoński dokonał konsekracji nowego ołtarza w kościele parafialnym. Poświęcenie zbiegło się z następującymi uroczystościami: 150 rocznicą narodzenia Mateczki, 35 rocznicą poświęcenia kościoła i 40 rocznicą święceń kapłańskich ojca Marii Fidelisa Kaczmarskiego – proboszcza parafii w Wierzbicy. Na uroczystość przybyła duża grupa mariawitów i sympatyków z różnych stron Polski.
W roku 2019 położona została kostka brukowa wokół kościoła a w 2020 wykonano nowe ławki do kościoła. 
W roku 2021 z inicjatywy administratora parafii diakona Kamila Marii Marcina Kolasińskiego wykonany został remont zakrystii, wymieniono drzwi frontowe oraz drzwi do zakrystii, odnowiona została dzwonnica i mur od strony ulicy. 
24 kwietnia 2022 roku, w dniu imienin kapłana Fidelisa, odsłonięta została tablica upamiętniająca jego działalność na rzecz tutejszej parafii i kościoła.  
W grudniu 2023 roku na fasadzie kościoła umieszczony został medalion z wyobrażeniem Przenajświętszego Sakramentu adorowanego przez dwa anioły z hasłem: "Wszystka ziemia niech Cię adoruje i błaga", zaś na tyle świątyni wizerunek Matki Bożej Nieustającej Pomocy z napisem "M.B. Nieustającej Pomocy - przyczyń się za nami".   

## Architektura
Kościół zbudowany jest z białej cegły, kryty czerwoną blachą. Na szczycie znajduje się niewielka sygnaturka. Świątynia zbudowana jest na planie prostokąta z dostawioną od wschodu zakrystią. Przed kościołem stoi niewielka dzwonnica, w której znajduje się dzwon pochodzący ze Świątyni Miłosierdzia i Miłości w Płocku.

## Wyposażenie
Wewnątrz kościoła znajduje się drewniany chór, wsparty na dwóch filarach, gdzie znajdują się elektryczne organy. Pod chórem ustawiony jest konfesjonał. Prezbiterium oddzielone jest od nawy balaskami. Na ołtarz prowadzą dwa stopnie. W świątyni znajduje się jeden ołtarz, przeznaczony do odprawiania liturgii w rycie trydenckim. Przy ołtarzu ustawione jest białe tabernakulum, na którym wymalowane są symbole Eucharystyczne. W centralnej części znajduje się Krucyfiks, nad nim obraz Matki Bożej Nieustającej Pomocy, po stronie Lekcji: obraz św. Marii Franciszki, której wzrok skierowany jest na Przenajświętszy Sakrament, a po stronie Ewangelii: wizerunek św. Franciszka z Asyżu. W antepedium ołtarzowym umieszczony jest rzeźbiony w drewnie obraz Pana Jezusa w Ogrójcu.
Po obu stronach ołtarza znajdują się obrazy serca Jezusa i serca Maryi. W pobliżu ołtarza ustawiona jest współczesna ambona oraz klęcznik, z którego prowadzone są różne nabożeństwa i adoracje Przenajświętszego Sakramentu. 
Na bocznych ścianach kościoła powieszone są figury – Jezusa Chrystusa i Niepokalanego Poczęcia Najświętszej Maryi Panny, a także stacje drogi krzyżowej.

## Nabożeństwa
- Msze Święte w niedziele i święta o 11.00
- W dni powszednie nabożeństwa według ogłoszenia
- W każdy czwartek tygodniowa adoracja Przenajświętszego Sakramentu
- Każdego 25 dnia miesiąca miesięczna adoracja Przenajświętszego Sakramentu
- Uroczystość parafialna Przemienienia Pańskiego 6 sierpnia